# Rhaphium parentianum
Rhaphium parentianum är en tvåvingeart som först beskrevs av Negrobov 1979.  Rhaphium parentianum ingår i släktet Rhaphium och familjen styltflugor. Inga underarter finns listade i Catalogue of Life.